# Don Malone
Don Malone (LoneMonad) ist ein US-amerikanischer Improvisationsmusiker, Komponist und Hochschullehrer.
Malone studierte an der Roosevelt University in Chicago, wo er 1977 Assistant Professor und 1990 Associate Professor wurde. Von 1997 bis zu seiner Emeritierung 2006 war er Professor an der Abteilung Theorie und Komposition.
Zu seinen Schülern zählten u. a. der japanische Komponist und Improvisationsmusiker Kiyomitsu Odai, der amerikanische Jazzperkussionist Michael Zerang und die amerikanischen Komponisten Sarah Ritch, Jesse Ronneau, Edward Eicker und Rich Corpolongo. Mit seinen elektronischen Live-Improvisationen trat er ebenso als Straßenmusiker in Chicago wie in der renommierten Carnegie Hall auf.